# Online-Didaktik
Die Online-Didaktik – zuweilen auch als Web-Didaktik bezeichnet – befasst sich als Teilgebiet der Didaktik mit der Funktion und dem Einsatz des Internets in Lehr- und Lernprozessen und untersucht, welche Einsatzformen für diese Lernumgebungen besonders geeignet sind und wie sie gestaltet und verwendet werden können, um Lernvorgänge anzuregen und Lernziele zu erreichen. Als Synonyme können E-Didaktik oder Internet-Didaktik verwendet werden. Als Teil von E-Learning bietet die Online-Didaktik zum Beispiel Online- und Fernkurse (siehe Fernunterricht), entsprechende Internetangebote, sowie Internetforen und Chats.
Mit dem Einzug und der Etablierung der Computer und des Internets erhöhte sich gleichzeitig die Notwendigkeit der multimedialen Betonung der Didaktik. Jedoch ist die Akzeptanz von E-Learning in Deutschland im Vergleich zu anderen Ländern gering. Es lässt sich jedoch eine Entwicklung weg von passiv-rezeptiven Lernformen und eng vorgegebenen und nur nachvollziehbaren Wissenseinheiten hin zur interaktiven Lernform mit selbstkonstruiertem Wissen und sozialkooperativem Lernen via Internet erkennen.

## Rahmenbedingungen
Neben den persönlichen Voraussetzungen von Lehrenden und Lernenden (Medienkompetenz) müssen auch die technischen Rahmenbedingungen gegeben sein. So müssen auf dem Computer die notwendige Software und ein Internet-Zugang vorhanden sein.

## Einsatzmöglichkeiten
Beispielsweise kann eine Recherche im Internet den Präsenzunterricht unterstützen; Online-Lernen dient vor allem dem Fernunterricht. Der Dozent ist durch das Internet in der Lage, seine Schriften online als E-Lecture (virtuelle Lektüre) anzubieten. Weiterführende, in den Text eingebundene Links, sogenannte Hyperlinks, lassen schnell auf themenrelevante Informationen zugreifen. Den Lernstoff kann man dann in einem E-Discussion-Forum besprechen und abschließend die Lerninhalte eines virtuellen Seminars (Learning Cycle) in einem webbasierten Test abfragen. Interessierte können auch ein geführtes Tutorium (Guided Tour) absolvieren und sich Lerninhalte vertiefend selbstständig aneignen.
Das internetunterstützte Lernen eignet sich für alle Alters- und Lerngruppen. Für die Zielgruppe Kinder setzt man vor allem farbige, mit Bildern versehene Spiel- und Lernprogramme ein. Sie beziehen meist ihnen bereits bekannte Figuren mit ein (Benjamin Blümchen, Sendung mit der Maus). Später kommen für Jugendliche schulbegleitende Inhalte, die vertiefen können. Für besonders Interessierte stehen auch Selbstlernkurse zur Verfügung.
Große Bedeutung kommt dem internetbasierten Lernen an Hochschulen zu. Lehrveranstaltung mit großer Teilnehmerzahl lassen sich durch Computereinsatz besser realisieren. Die Studenten absolvieren über das Internet beispielsweise vorlesungsbegleitende Tests, die automatisch vom PC ausgewertet werden. Auch besteht die Möglichkeit, dass Dozenten Begleitmaterial zu ihren Veranstaltungen im Internet anbieten.
Erwachsenen dient die Online-Didaktik mit ihren Angeboten als Quelle zur beruflichen sowie privaten Weiterbildung. Im Internet finden sich Fachzeitschriften und aktuelle berufsspezifische Angebote genauso wie Sprachkurse (z. B. Business English). Das Angebot richtet sich jedoch vermehrt an freiwillige Interessenten, die z. B. einen Schulabschluss nachholen wollen oder wegen der Familie auf ein Fernstudium angewiesen sind.
Da dem Internet eine immer größere Bedeutung zukommt, wollen auch viele ältere Menschen an den mannigfaltigen Möglichkeiten und Informationen teilhaben. Angefangen bei Internet-Einführungskursen, oftmals angeboten von Volkshochschulen, über altersspezifische Internetseiten bis hin zu Online-Lernkursen öffnet sich das Internet immer mehr der älteren Generation.

## Vorteile der Online-Didaktik
Ein klarer Vorteil der Online-Didaktik wird durch die zeitliche Flexibilität und die Anpassung an das eigene Lerntempo gegeben. Die Anwender haben weltweit rund um die Uhr Zugriff auf das Angebot dieser nicht-linearen Informationsdarbietung. Gerade für globale Lerngruppen mit Lernenden in unterschiedlichen Zeitzonen ist dies ein Vorteil. Die freie Selbstbestimmung im Unterricht und im Lernen wirkt sich positiv auf die Entwicklung und das Selbstbewusstsein aus.
Lernplattformen bieten die Möglichkeit des differenzierten Unterrichtens und gehen gezielt auf die individuellen Bedürfnisse einzelner Schüler/-innen ein. Diese Erweiterung stellt eine systematische Förderung dar und ermöglicht ebenso die spezifische Vor- und Nachbereitung des Unterrichts. Daneben entsteht durch kollektives Arbeiten in Netzwerken kontinuierlich neues Wissen, welches in der Interaktion mit dem System in Form von Foren und Chats unter den Usern manifestiert wird. Neben dem Erwerb individueller Kompetenzen, fördert die Didaktik im Netz die Tradierung von bestehendem Wissen.

## Grenzen der Online-Didaktik
Daneben grenzt das Problem der Selbstlernkompetenz als Voraussetzung für E-Learning die Anwendbarkeit zunehmend ein.

## Verbreitung
In Deutschland ist heute die Anbindung der Schulen an das Internet sehr hoch. Jedoch wird das Internet nur selten im Unterricht eingesetzt. Dagegen wird das Internet zur Unterrichtsvorbereitung häufig eingesetzt.

## Unterrichtsmethode
Ein konsequenter Einsatz von Computer und Internet würde die Unterrichtskultur grundlegend verändern. Lehrer müssten eher beratende und moderierende Funktionen einnehmen und einen stärker schülerzentrierten Unterricht ermöglichen.